# Sonic the Fighters
Sonic the Fighters (яп. ソニック・ザ・ファイターズ Соникку дза Файтацу), в Северной Америке и Европе известная как Sonic Championship — видеоигра серии Sonic the Hedgehog в жанре файтинг. Вышла летом 1996 года на игровом автомате Sega Model 2B, позднее была портирована и вошла в сборник Sonic Gems Collection для PlayStation 2 и GameCube, а в ноябре 2012 года переиздана в сервисах PlayStation Network и Xbox Live Arcade.
Действие игры происходит в мире главного героя серии ежа Соника. Доктор Роботник построил в космосе новую базу «Смертельное Яйцо 2», но ёж и его лучший друг Тейлз собираются помешать планам злодея. И чтобы добраться туда, была построена специальная ракета, но она сможет увезти только одного пассажира. Чтобы выявить, кто полетит в космос к учёному, был проведён чемпионат, где собрались все персонажи из мира Соника. Игровой процесс Sonic the Fighters идентичен серии Virtua Fighter: игрок может атаковать руками, ногами и использовать блок.
Sonic the Fighters была разработана студией Sega AM2. Она является первой игрой серии, выполненной в жанре файтинг, и первым проектом, где используется полигональная трёхмерная графика. Критики неоднозначно встретили игру, раскритиковав игровой процесс и управление, но к плюсам отнесли мультиплеер. Хотя у проекта не было продолжения, в 2003 году силами самой Sonic Team была создана Sonic Battle, также являющаяся файтингом.

## Игровой процесс

Бой Соника и Метал Соника на арене «Death Egg». Sonic the Fighters стала первой игрой серии, где используется трёхмерная графика

По сюжету доктор Роботник построил базу «Яйцо смерти 2» (англ. Death Egg 2), но ёж Соник и лисёнок Тейлз собираются остановить его. Главные герои позже узнают, что специально построенная ракета сможет увести до места назначения только одного пассажира, и чтобы победить злодея, нужно собрать восемь Изумрудов Хаоса. Обладатель всех Изумрудов полетит на базу «Яйцо смерти 2» и сразится с Метал Соником и самим Роботником.
Sonic the Fighters выполнена в жанре файтинга, в котором герои на девяти аренах («South Island», «Flying Carpet», «Aurora Icefield», «Mushroom Hill», «Canyon Cruise», «Casino Night», «Dynamite Plant», «Giant Wing» и «Death Egg») должны сражаться друг против друга. Игровой процесс идентичен серии Virtua Fighter, где нужно нажимать на три кнопки — для ударов руками, ногами и использовать блок. В качестве блока в этой игре используются «барьеры» (англ. barriers), которые могут разрушаться, если соперник выполнил мощный приём. У персонажей ограниченный запас очков. Игроки могут пожертвовать одним барьером для активации hyper mode (гипер-режим), позволяющего в течение длительного времени совершать различные комбо-приёмы. На уровнях также можно выполнять обходные манёвры.
Персонаж, нокаутировавший своего соперника, либо имеющий к концу раунда больше очков жизни, выигрывает бой. В режиме «Arcade» игрок сражается против каждого из персонажей (в том числе серого клона выбранного игроком персонажа), заканчивая минибоссом Метал Соником. На выбор предоставляется ёж Соник, Тейлз, снайпер Фэнг, динамит Бин, полярный медведь Барк, хамелеон Эспио, ежиха Эми Роуз и ехидна Наклз; в переиздании 2012 года была добавлена возможность проходить игру за кошку Хани в качестве секретного персонажа. После победы над первыми восемью персонажами, игроки попадают в бонусный уровень, где нужно победить учёного за 15 секунд. Имеется возможность играть вдвоём в режиме «VS. Mode»; в переиздании 2012 года в этом режиме также можно играть за доктора Роботника и Метал Соника.

## Разработка и выход игры
Первые идеи о создании файтинга про Соника появились во время разработки Fighting Vipers, когда программисты добавили в прототип ежа Соника и Тейлза. Эти наработки увидел и глава компании Sega AM2 Ю Судзуки, и решил поручить создать отдельную игру художнику Хироси Катаоке. Позднее Судзуки представил идею лидеру Sonic Team Юдзи Наке. Первоначально разработчики думали, что Sonic the Fighters превратит ежа в кровавого бойца, а руководитель проекта считал, что создатель талисмана не одобрит идею. Однако ему замысел игры понравился, и он согласился поддержать инициативу разработчиков.
Sonic the Fighters стала первой игрой в серии Sonic the Hedgehog, имеющей трёхмерную графику. В качестве игрового движка был выбран движок Fighting Vipers, который был адаптирован для проекта с участием персонажей из Соника. Геймплей был заимствован из Virtua Fighter, где игрок с помощью трёх кнопок мог атаковать руками, ногами и ставить блоки. Для файтинга разработчики создали двух новых героев: динамита Бина и полярного медведя Барка. Кроме того, в качестве игрового персонажа должна была появиться кошка Хани, но она недоступна в оригинале и поиграть за неё можно с помощью взлома посредством чит-кода. Прототипом кошки послужила одноимённая героиня из Fighting Vipers, в создании которой принимали участие дизайнеры Sonic the Fighters. Команда разработчиков создала для игры восемь уровней, основанных на локациях из разных частей франшизы Sonic the Hedgehog.
Игра была выпущена для аркадных автоматов Sega Model 2B летом 1996 года. Планировался также выпуск на приставку Sega Saturn, демоверсия которой должна была демонстрироваться на выставке Electronic Entertainment Expo, но по неизвестным причинам релиз порта был вскоре отменён. В 2005 году Sonic the Fighters была издана как часть сборника Sonic Gems Collection, выпущенном на PlayStation 2 и GameCube. В этой версии добавились режимы, где можно настроить звук, послушать музыку, или изменить разрешение экрана. Помимо этого, к основным режимам добавились опции: теперь можно настроить в меню число раундов турнира и число побед для выигрыша, скорректировать время боя и так далее. В конце 2012 года состоялось переиздание игры на консоли PlayStation 3 и Xbox 360, посредством сервисов PlayStation Network и Xbox Live Arcade. На PlayStation Network игра была выпущена 27 ноября в США, 28 ноября в Японии и 5 декабря на территории Европы. Релиз Sonic the Fighters на Xbox Live Arcade состоялся 28 ноября во всех регионах. Переиздание включает обновлённый интерфейс, доктора Роботника, Метал Соника и кошку Хани в качестве игровых персонажей, поддержку онлайн-мультиплеера и таблиц лидеров, а также трофеи и достижения.

### Музыка
Музыкальное сопровождение было написано композиторами Маки Морроу и Такэнобу Мицуёси. Все мелодии, звучащие в игре, вошли в альбом под названием Sonic the Fighters Sound Tracks (яп. ソニックファイターズサウンドトラックス Соникку: Файтазу Саундо Тораккусу). Он был издан 26 сентября 1996 года лейблами Futureland и Toshiba EMI.
| №   | Название                            | Музыка                        | Длительность |
| --- | ----------------------------------- | ----------------------------- | ------------ |
| 1.  | «Advertise — K.I.Y.O.»              | Маки Морроу                   | 2:14         |
| 2.  | «Get Into The Wave II» (CSelect)    | Маки Морроу, Такэнобу Мицуёси | 1:49         |
| 3.  | «Game Start — Are You Ready»        | Маки Морроу                   | 0:05         |
| 4.  | «South Island — Lovers»             | Маки Морроу                   | 2:45         |
| 5.  | «Flying Carpet — Back to Soul»      | Маки Морроу                   | 3:11         |
| 6.  | «Aurora Icefield — Black Bed»       | Маки Морроу, Такэнобу Мицуёси | 2:20         |
| 7.  | «Mushroom Hill — Come On, Mr.Sonic» | Маки Морроу                   | 2:17         |
| 8.  | «Canyon Cruise — Blue Garden»       | Маки Морроу, Такэнобу Мицуёси | 3:28         |
| 9.  | «Casino Night — Here We Go»         | Маки Морроу                   | 2:28         |
| 10. | «Dynamite Plant — Try Again»        | Маки Морроу                   | 2:42         |
| 11. | «Giant Wing — Fire Stone»           | Маки Морроу                   | 3:02         |
| 12. | «Chaos Emerald — Emerald»           | Маки Морроу                   | 0:07         |
| 13. | «Death Egg — Never Let It Go»       | Маки Морроу                   | 2:34         |
| 14. | «Death Egg’s Hangar — Hurry Up»     | Маки Морроу                   | 2:21         |
| 15. | «Mission Complete — Egg Fanfare»    | Маки Морроу                   | 0:07         |
| 16. | «Super Sonic — Everything»          | Маки Морроу                   | 3:17         |
| 17. | «Sonic vs Knuckles — North Wind»    | Маки Морроу                   | 2:55         |
| 18. | «You’re Winner — Winner’s Fanfare»  | Маки Морроу                   | 0:07         |
| 19. | «Name Entry — What’s Your Name?»    | Маки Морроу                   | 1:22         |
| 20. | «Ending Theme — Take Me Away»       | Маки Морроу                   | 2:11         |
| 21. | «Continue»                          | Маки Морроу, Такэнобу Мицуёси | 0:17         |
| 22. | «Game Over»                         | Маки Морроу, Такэнобу Мицуёси | 0:08         |
| 23. | «Character Select» (Бонусный трек)  | Маки Морроу                   | 2:47         |
| 24. | «Sunset Town» (Бонусный трек)       | Маки Морроу, Такэнобу Мицуёси | 2:22         |

## Оценки и мнения
| Сводный рейтинг    | Сводный рейтинг     |
| Агрегатор          | Оценка              |
| ------------------ | ------------------- |
| GameRankings       | 51 % (X360)         |
| Metacritic         | 47/100 (X360)       |
| Иноязычные издания |                     |
| Издание            | Оценка              |
| AllGame            | (арк.) · (X360/PS3) |
| OXM                | 5/10 (X360)         |
| Gaming Age         | B+ (X360)           |
| X-ONE Magazine UK  | 2/10 (X360)         |
| Games Master UK    | 5/10 (X360)         |
| Power Sonic        | 8,5/10 (арк.)       |
| Vandal Online      | 5/10 (X360)         |

Большинство отзывов игра получила лишь в 2005 году, после выхода сборника Sonic Gems Collection, частью которого являлась Sonic the Fighters. Обозреватели назвали игру урезанной и упрощённой версией Virtua Fighter 2. Управление персонажами оставляет желать лучшего, так как они двигаются медленно и как будто оторваны от места действия. Майкл Коль писал об игре следующее: «Sonic the Fighters одному проходить невесело, но обилие движений и знакомых персонажей можно ещё стерпеть, если мультиплеер недолго убьёт ваше время». Критик из GameSpy отметил, что игроки, уставшие видеть графику низкого качества и «мультяшные» движения, не дойдут до последнего финального уровня. В январе 2008 года сайт ScrewAttack поместил Sonic the Fighters на четвёртое место среди самых худших игр серии Sonic the Hedgehog, прокомментировав, что игрок может пройти игру нажимая всего лишь на одну кнопку, и отметив, что «это просто смехотворно». На сайте AllGame оригинальная версия Sonic Championship была оценена в три звезды из пяти возможных.
Несмотря на негативные отзывы, от рецензентов звучали благодарности в адрес разработчиков за смелый шаг выпустить Sonic the Fighters на консоли, чтобы увидеть, как выглядела первая игра серии в трёхмерной графике. Хосе Отеро писал: «говоря о графике и про звук, для своего времени они выглядят довольно прилично, но сейчас, конечно, так не назовёшь». Критик из GameZone назвал Sonic the Fighters «милой маленькой игрой». «Это маленький Virtua Fighter, он гораздо проще и будет понятен для детей», — сказал обозреватель. Единственным недостатком он посчитал слабый искусственный интеллект, и писал, что это особенно касается последних противников с их смешными атаками. По мнению Коля, чтобы получить от файтинга немного удовольствия, его нужно проходить вдвоём.
Переиздание Sonic the Fighters для Xbox Live Arcade и PlayStation Network в целом также получило негативные отзывы: так, рейтинг версии игры для Xbox 360 составляет 51 % на сайте GameRankings и 47 % на сайте Metacritic. На сайте AllGame выставлена оценка в 2,5 звезды из 5 возможных. Рецензент из Official Xbox Magazine оценил порт в 5 баллов из 10 возможных, раскритиковав поверхностный и неуклюжий геймплей. Из достоинств обозреватель выделил визуальную часть игры и возможность поиграть персонажами, которых не было в оригинале. «Это интересная часть истории Sega, но не такая, чтобы в возрасте выглядела хорошо», — заявила Хайди Кемпс. Положительный отзыв о Sonic the Fighters оставил рецензент сайта Gaming Age, поставив оценку «B+». Критик Крис Дунлэп похвалил неплохой геймплей, мультиплеер и простой сюжет, в итоге отметив, что «дешёвая цена и общая необычность проекта достаточно хороши, чтобы оправдать покупку».

### Влияние
Несмотря на средние оценки от критиков и на отсутствие выхода продолжения, в 2003 году на портативную консоль Game Boy Advance, силами уже самой Sonic Team был издан файтинг с участием персонажей вселенной Sonic the Hedgehog Sonic Battle. Сам ёж Соник позже появился в Super Smash Bros. Brawl и Super Smash Bros. for 3DS/Wii U. Персонажи Барк и Бин появились в кроссовере Fighters Megamix, где были представлены герои из Fighting Vipers и Virtua Fighter. Они также появились в роли маленького камео в проекте Sonic Generations, посвящённый 20-летию ежа Соника. Аркадная версия Sonic the Fighters также присутствует в игре Lost Judgment.
Сюжет Sonic the Fighters был адаптирован в № 268—271 комикса Sonic the Hedgehog издательства Archie Comics.